# Залесье (Раменский район)
Залесье — деревня в Раменском муниципальном округе Московской области. Население — 18 чел. (2010).

## География
Деревня Залесье расположена в юго-западной части Раменского муниципального округа, примерно в 25 км к юго-западу от города Раменское. Высота над уровнем моря 136 м. Рядом с деревней протекает река Гнилуша. К деревне приписано СНТ Залесье. Ближайшие населённые пункты — деревни Воловое и Нащекино.

## История
В 1926 году деревня являлась центром Залесского сельсовета Жирошкинской волости Бронницкого уезда Московской губернии.
С 1929 года — населённый пункт в составе Бронницкого района Коломенского округа Московской области. 3 июня 1959 года Бронницкий район был упразднён, деревня передана в Люберецкий район. С 1960 года в составе Раменского района.
До муниципальной реформы 2006 года деревня входила в состав Ганусовского сельского округа Раменского района.

## Население
| 1926 | 2002 | 2010 |
| ---- | ---- | ---- |
| 298  | ↘8   | ↗18  |

В 1926 году в деревне проживало 298 человек (105 мужчин, 193 женщины), насчитывалось 76 хозяйств, из которых 72 было крестьянских. По переписи 2002 года — 8 человек (6 мужчин, 2 женщины).

## Известные уроженцы, жители
- Новикова, Прасковья Сергеевна (1912—1980) — Герой Социалистического Труда, доярка колхоза.
- Волков, Сергей Петрович (1889—1971) — краевед, писатель, педагог.

## Инфраструктура
Личное подсобное хозяйство с зоной сельскохозяйственного использования, индивидуальная застройка усадебного типа. Дачи.

## Транспорт
Деревня доступна автотранспортом.